# Sweet Home 3D
Sweet Home 3D é um programa de computador que permite ao usuário projetar uma casa em 2D e 3D, como também o desenho interior da mesma.

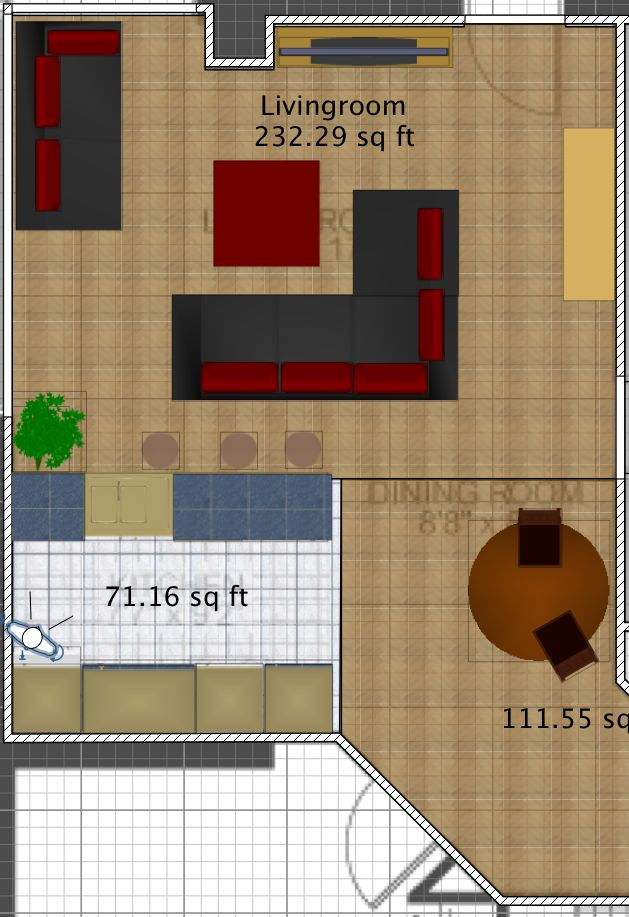
Layout
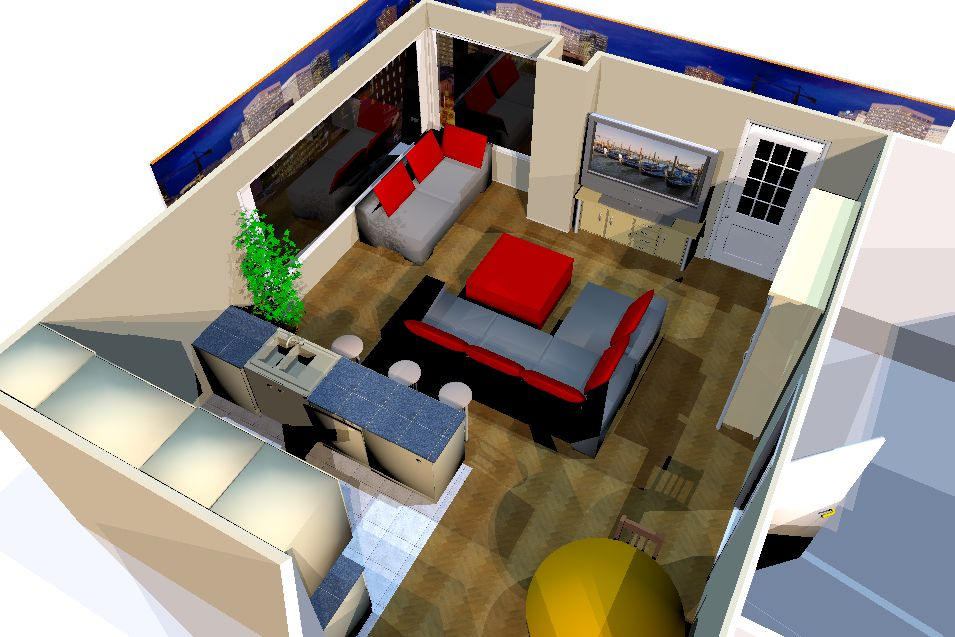
3D view
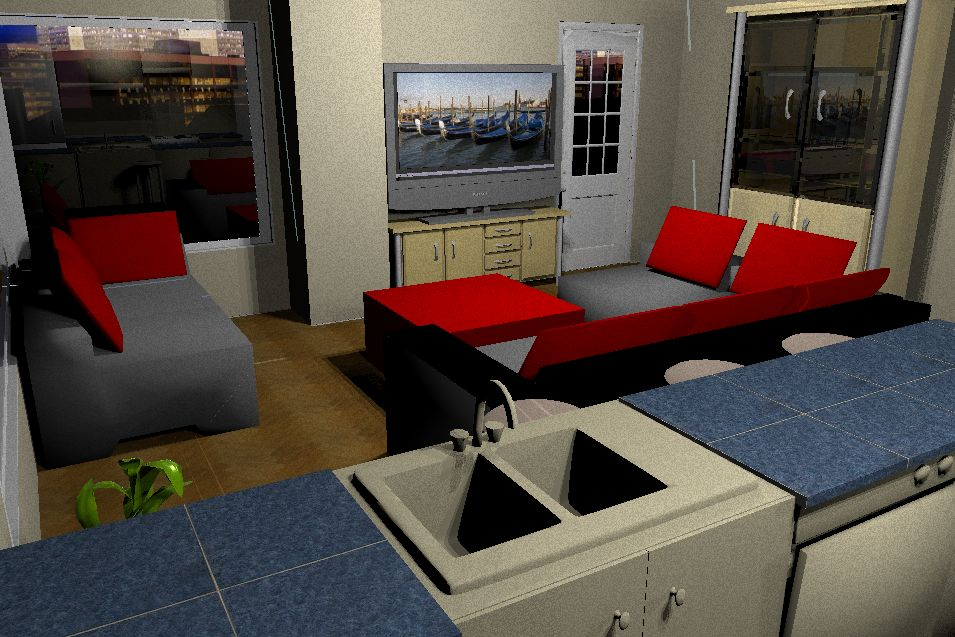
Render